# Asma Abdallá
Asma Mohamed Abdallá (también conocida como: Asmaa, Abdallah, Abdullah; en árabe: أسماء محمد عبدالله‎; Jartum, 1946) es una diplomática sudanesa. Entre septiembre de 2019 y julio de 2020 se desempeñó como Ministra de Relaciones Exteriores de Sudán en el gabinete del primer ministro Abdalla Hamdok, durante la transición sudanesa de 2019 a la democracia. Fue la primera mujer en asumir el puesto de ministra de Relaciones Exteriores en la historia de Sudán. 

## Biografía

### Primeros años
Abdalla nació en Jartúm en 1946. Estudió Economía y Ciencias Políticas en la Universidad de Jartum y tras graduarse en 1971  fue una de las tres mujeres pioneras en incorporarse como embajadoras en el Ministerio de Asuntos Exteriores junto a Fatima Albeeli y Zainab Abdlkareem. Tiene también una maestría en relaciones internacionales por la Universidad de Siracusa.
Representó a su país en diversos foros africanos y europeos incluidas las misiones diplomáticas sudanesas en Estocolmo, Oslo y Rabat. En 1990 tras el golpe de Estado sudanés de 1989 que llevó a Omar al-Bashir al poder fue despedida de su cargo como Ministra Plenipotenciaria y Subdirectora del departamento de las Américas del Ministerio de Asuntos Exteriores.
Fue perseguida y hostigada por el régimen de Bashir y se exilió a Marruecos donde trabajó en la secretaría de la organización Árabe para la defensa contra el crimen en Rabat, después en la secretaría general de los ministros de trabajo árabes en Rabat y en la Organización Islámica para la Educación, la Ciencia y la Cultura (ISESCO). En los últimos años del gobierno de al-Bashir regresó a Sudán y creó una oficina de traducción con varios diplomáticos que habían sido también despedidos.

### Protestas sudanesas de 2018-2019
Durante las protestas en Sudán de 2018-19, Abdallá se unió a las Fuerzas de la Libertad y el Cambio (FFC) aprovechando su experiencia en el trabajo diplomático para el movimiento revolucionario del país participando Grupo de Trabajo de Política Exterior. Promovió las demandas del movimiento popular en diversos foros internacionales.

### Ministra de Asuntos Exteriores
Abdallá no estaba en la lista inicial de candidatos a carteras ministeriales, sin embargo el primer ministro Abdalla Hamdok la prefirió a otros candidatos por su papel en la oposición al gobierno de al-Bashir, su apoyo a las protestas reclamando un cambio político y su experiencia diplomática.  Abdallá se convirtió así en la primera mujer ministra de Asuntos Exteriores de Sudán el 8 de septiembre de 2019 en el Gabinete de Transición de la transición sudanesa de 2019 a la democracia.  En el mundo árabe es la tercera ministra de Asuntos Exteriores, precedida por dos ministras de Mauritania.
Entre sus objetivos prioritarios de trabajo como ministra tiene el reto de levantar las sanciones de Estados Unidos sobre Sudán por la crisis de Darfur y por acoger durante un tiempo al líder de Al Qaeda Osama Bin Laden.
Otras tres mujeres forman parte del primer gabinete de transición: la activista Wala'a Essam al-Boushi, Ministra de Juventud y Deportes, Lena el-Sheikh  Ministra de Trabajo y Desarrollo Social y la profesora de arqueólogía Intisar el-Zein, Ministra de Educación Superior.